# قلعه گاه (سروآباد)
قلعه گاه (سروآباد)، روستایی از توابع بخش مرکزی شهرستان سروآباد در استان کردستان ایران است.

## جمعیت
این روستا در دهستان کوسالان قرار دارد و براساس سرشماری مرکز آمار ایران در سال ۱۳۸۵، جمعیت آن ۸۸۲ نفر (۲۰۹خانوار) بوده‌است.